# Penthicus
Penthicus — род жесткокрылых из семейства чернотелок.

## Описание
Диск переднеспинки в точках. Верхняя часть тела жуков голая.

## Систематика
В составе рода:
- Penthicus acuticollis
- Penthicus adustus
- Penthicus afghana
- Penthicus alaiensis
- Penthicus alashanicus